# Meddle Tour
Meddle Tour – amerykańska trasa koncertowa grupy Pink Floyd, która odbyła się jesienią 1971 r. Trwała od 15 października do 20 listopada i obejmowała 26 koncertów: 23 w USA i 3 w Kanadzie.

## Program koncertów
1. „Embryo”
2. „Fat Old Sun”
3. „Set the Controls for the Heart of the Sun”
4. „Atom Heart Mother”
5. „One of These Days”
6. „Careful with that Axe, Eugene”
7. „Cymbaline”
8. „Echoes”

Na niektórych koncertach po ”Echoes” zespół wykonywał utwory: „A Saucerful of Secrets” i „Blues”.

## Lista koncertów
- 15 października – San Francisco, Kalifornia, USA – Winterland Ballroom
- 16 października – Santa Monica, Kalifornia, USA – Civic Center
- 17 października – San Diego, Kalifornia, USA – Golden Hall
- 19 października – Eugene, Oregon, USA – National Guard Amory
- 21 października – Salem, Oregon, USA – Willamette University
- 22 października – Seattle, Waszyngton, USA – Paramount Theatre
- 23 października – Vancouver, Kolumbia Brytyjska, Kanada – Vancouver Gardens
- 26 października – Detroit, Michigan, USA – Ford Auditorium
- 27 października – Chicago, Illinois, USA – Auditorium Theater
- 28 października – Ann Arbor, Michigan, USA – Hill Auditorium
- 31 października – Toledo, Ohio, USA – Field House
- 2 listopada – Princeton, New Jersey, USA – McCarter Theater
- 3 listopada – Passaic, New Jersey, USA – Central Theater
- 4 listopada – Providence, Rhode Island, USA – Lowes Theater
- 5 listopada – New York City, Nowy Jork, USA – Assembly Hall
- 6 listopada – Cleveland, Ohio, USA – Emerson Gymnasium
- 8 listopada – Buffalo, Nowy Jork, USA – Peace Bridge Center
- 9 listopada – Montreal, Quebec, Kanada – Centre Sportif
- 10 listopada – Quebec City, Quebec, Kanada – Pavillon de la Jeunesse
- 11 listopada – Boston, Massachusetts, USA – Orpheum Theatre
- 12 listopada – Filadelfia, Pensylwania, USA – Irvine Auditorium
- 13 listopada – Asbury Park, New Jersey, USA – Convention Hall
- 14 listopada – Stony Brook, Nowy Jork, USA – Gymnasium
- 15 listopada – New York City, Nowy Jork, USA – Carnegie Hall
- 16 listopada – Waszyngton – Lisney Auditorium
- 19 listopada – Pittsburgh, Pensylwania, USA – Syria Mosque
- 20 listopada – Cincinnati, Ohio, USA – Taft Theatre